# Christopher Uckermann
Christopher Alexander Luis Casillas von Uckermann, noto semplicemente come Christopher von Uckermann o Christopher Uckermann (Città del Messico, 21 ottobre 1986), è un cantante e attore messicano.

## Carriera
Nel 2000 recita come attore bambino nella serie TV ¡Amigos X Siempre! accanto a Belinda. Scrive e interpreta il brano-tema della telenovela Aventuras En El Tiempo nel 2001. Nel 2004 entra nel cast della telenovela messicana Rebelde e ottiene successo in tutto il mondo al pari dei suoi "compagni" Anahí, Dulce María, Alfonso Herrera, Maite Perroni e Christian Chávez. Proprio con questi artisti forma il gruppo musicale RBD, anch'esso acclamato nel mondo latino e non solo. Nel 2009 il gruppo RBD si è sciolto, ma Uckermann ha continuato a cantare e recitare, pubblicando un album solista nel 2010.

## Discografia
Con RBD
Solista
- 2010 - Somos

## Filmografia
- El diario de Daniela (1999)
- ¡Amigos X Siempre! (2000)
- Aventuras En El Tiempo (2001)
- Amy, la niña de la mochila azul (2003-2004)
- Rebelde (2004-2006)
- RBD: La familia (2007)
- Lola, érase una vez (2007)
- Verano de amor (2009)
- Kdabra (2009–2012)
- Single e disponibile (Soltera Codiciada), regia di Bruno Ascenzo, Joanna Lombardi (2018)